# Hallie Champlin

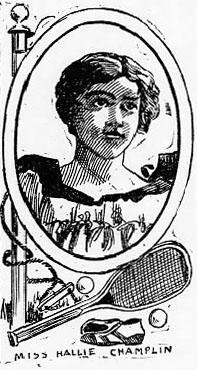
Hallie Champlin

Hallie Elizabeth Champlin Hyde Fenton (* 1. Oktober 1872 in St. Louis, Missouri als Hallie Elizabeth Champlin; † 19. Dezember 1935 in Manhattan, New York City) war eine US-amerikanische Tennisspielerin.

## Erfolge
Im Jahr 1900 gewann sie mit ihrer Landsfrau Edith Parker das Damendoppel bei den US-amerikanischen Tennismeisterschaften (heute US Open). Sie besiegten Marie Wimer und Myrtle McAteer in drei Sätzen mit 9:7, 6:2, 6:2.